# Università di Delhi
L'Università di Delhi (in hindī दिल्ली विश्वविद्यालय, Dillī Viśvavidyālaya; in inglese University of Delhi), spesso abbreviata DU, è l'università centrale di Delhi. Fu fondata nel 1922 ed è una delle più importanti università indiane.

## Strutture
Nel 2017 l'Università di Delhi era composta da 16 facoltà, 86 dipartimenti, 77 collegi e altri 5 istituti riconosciuti. Cinque dipartimenti (Chimica, Geologia, Zoologia, Sociologia e Storia) hanno ricevuto la qualifica di "Centri di studi avanzati".. 

## Rettori
Il Presidente dell'India ricopre l'incarico di visitor, mentre il rettore (chancellor) è il vicepresidente dell'India Mohammad Hamid Ansari. Il vice-rettore è Yogesh K Tyagi.